# Сано, Рихэй
Рихэй Сано (яп. 佐野 理平, 21 сентября 1912, Сидзуока — 26 марта 1992, Япония) — японский футболист.

## Клубная карьера
На протяжении своей футбольной карьеры выступал за клуб Университета Васэда.

## Карьера в сборной
В 1936 году сыграл за национальную сборную Японии два матча. Также участвовал в Олимпийских играх 1936 года.

### Статистика за сборную
| Сборная Японии | Сборная Японии | Сборная Японии |
| Год            | Матчи          | Голы           |
| -------------- | -------------- | -------------- |
| 1936           | 2              | 0              |
| Итого          | 2              | 0              |